# Oisquercq
Oisquercq (en néerlandais Oostkerk, en wallon Oskerk) est une section de la commune belge de Tubize située en Région wallonne dans la province du Brabant wallon.
C'était une commune à part entière avant la fusion des communes de 1970.
La rivière Sennette y passe. C'est à Oisquercq que fut construite en 1898 la première grande centrale électrique du pays. Elle était destinée à la traction des péniches sur le canal Bruxelles-Charleroi. Le point d'arrêt ferroviaire de Oisquercq (appellation symbolique SNCB: foq), sur la ligne 106, Clabecq-Écaussinnes, a fermé le 3 juin 1984. La halte postale a fermé le 31 août 1992.
- Code INS : 25 077 (actuel: 25105B)
- Code postal : 1480 (ancien: 1362)
- UN-Locode : BE OQC

## Toponymie
L'origine du nom du village a fait l'objet de nombreuses discussions. L'explication la plus anciennement avancée, à savoir celle d'« église orientale » est encore souvent reprise alors qu'elle était déjà rejetée avec raison au XIXe siècle. Les toponymistes s'accordent aujourd'hui pour voir dans ce nom un toponyme entièrement germanique composé de deux parties, un nom de personne (Aldso/Aldo) et église (kerk). Ce type de toponyme serait très ancien et pourrait, selon certains auteurs, dater du VIIIe – Xe siècle. Sa signification la plus probable pourrait être celle d'église domaniale, érigée ou donnée par un personnage appelé Aldso/Aldo.
La traduction en néerlandais Oostkerk (tout comme l'allemand Ostkirche-an-der-Sennette) est une fausse étymologie populaire. En 1138, on trouve la forme Auscechirca qu'on peut traduire par église (germ. kirika) d'Aldtso ou d'Odsa (anthroponymes germaniques).

## Démographie
- Sources:INS, Rem:1831 jusqu'en 1970=recensements, 1976= nombre d'habitants au 31 décembre

## Histoire
Oisquercq faisait jadis partie du duché de Brabant et de la mairie de La Hulpe. Ce village passa ensuite dans le Département de la Dyle, puis dans la province de Brabant (arrondissement de Nivelles).
La commune d'Oisquercq fusionna avec celle de Tubize, sous le nom de cette dernière en 1970.
Sur le plan religieux, la paroisse d'Oisquercq fit d'abord partie du diocèse de Cambrai, archidiaconé de Brabant, doyenné de Hal. Elle passa, en 1561, dans le diocèse de Namur, doyenné de Nivelles. Le Concordat (1801) en fit une succursale de la cure de Sainte-Gertrude de Nivelles, dans le diocèse de Malines. Elle passa ensuite dans le doyenné de Hal. Depuis 1962, elle est rattachée au diocèse de Malines-Bruxelles et fait actuellement partie du doyenné de Tubize. Sous l'Ancien Régime, cette paroisse était un personnat à la collation du seigneur local.
À la limite entre Tubize et Oisquercq, le long d'une antique voie romaine (actuelle rue de Virginal), on a découvert à proximité de la ferme du Coucou un premier trésor gallo-romain dans la seconde moitié du XIXe siècle. Un second trésor a été mis au jour non loin de là, en 1977. Il est conservé au Musée de Tubize. Ces deux découvertes attestent la présence de populations gallo-romaines sur place.
Oisquercq est un démembrement du grand domaine et de la paroisse primitive de Tubize. À une époque indéterminée (XIe siècle ?), ce village fut constitué en seigneurie distincte relevant de Braine-l'Alleud et donc des châtelains de Bruxelles.
Son échevinage reconnaissait, au XVe siècle, la Cour de la foraineté de Braine-l'Alleud comme chef de cens. Les seigneurs locaux y tenaient une fortification, modeste en importance, appartenant au XIIe siècle à la ligne de défense du Brabant contre le Hainaut. Les conflits permanents entre ces deux principautés et la politique ambiguë menée dans la région par les puissants seigneurs d'Enghien amenèrent bien des troubles. Cela provoqua en 1191 la destruction de la petite fortification d'Oisquercq, en même temps que celles de Tubize et Hobruges (sur Tubize). Par la suite, les seigneurs d'Oisquercq élevèrent un nouvel habitat, vraisemblablement sur les ruines du site fossoyé précédent. Cette implantation castrale se perpétua jusqu'en 1958, date à laquelle l'ensemble fut démoli pour permettre l'agrandissement du canal Bruxelles-Charleroi.
Le village d'Oisquercq a été présenté par certains auteurs comme ayant fait partie du domaine primitif de l'abbaye de Nivelles, mais cela reste à démontrer. Il est par contre certain que le chapitre nivellois y avait des possessions au XIIe siècle. Des laïques et le prêtre s'étaient emparés de la grosse et de la menue dîme à Oisquercq, Petit-Sart et Hobruges, lesquelles appartenaient primitivement au chapitre. Des arbitres mirent fin au conflit en 1276 en réaffirmant les droits du chapitre.
L'abbaye de Nizelles eut aussi quelques possessions dans la localité .
La vocation économique du village fut longtemps purement agricole. On y trouvait essentiellement des arisans : un forgeron-maréchal-ferrant, trois ouvriers brasseurs, huit travailleurs en confection de vêtements pour femmes, un menuisier, un charron et un cordonnier à la fin du XIXe siècle. Toutefois quelques petites industries se sont implantées sur son territoire. En 1764, on recensait une modeste carrière de pierre qui employait dix ouvriers. Il y avait aussi, à cette époque, une brasserie et un moulin à eau destiné à moudre le grain. Il a été rasé lors du dernier aménagement du canal Bruxelles-Charleroi, mais sa façade a été préservée et reconstituée dans la cour du Musée « de la Porte » à Tubize. En 1824, une papeterie-cartonnerie s'établit non loin de ce moulin. Elle employait 9 ouvriers en 1896 et une quinzaine en 1937.
En 1898, c'est à Oisquercq que l'une des toutes premières centrales électriques du pays est installée. Vers 1890, l'élargissement du canal rendit la traction humaine et chevaline des péniches trop pénible. On mit alors au point, à partir d'Oisquercq, un système de tracteurs électriques « trolley » triphasés pour haler les péniches, mais leur efficacité toute relative fit abandonner le procédé. De l'électricité fut produite par la centrale d'Oisquercq jusqu'en 1951. Cette société fournissait du travail pour deux-cent-trente-trois ouvriers et employés en 1937. Il y en avait encore cent-quatre-vingt-seize en 1947.

## Patrimoine et culture

### Patrimoine architectural

#### Les édifices religieux
La jolie petite église Saint-Martin se dresse sur l'ancienne butte cimetériale. Cet édifice pittoresque remonte en partie – soubassements de la nef et tour – à la période romane (XIIe ou début du XIIIe siècle). La tour est percée de jours et d'ouïes gothiques. Le chœur gothique, édifié en briques en 1520, offre la particularité d'être plus élancé que la nef. Au-dessus du porche, figure un blason (Hasnon) et la date 1652. La même date apparaît sur le linteau de pierre surmonant la porte à pentures de la sacristie. Le plafond décoré de stuc est de 1774. Le mobilier présente un intérêt certain, notamment les vitraux du chœur dont une verrière remonterait à 1520. Les fonts baptismaux et le bénitier gothique remontent au XVIe siècle. La chaire de vérité est de 1654. L'église renferme encore de nombreux monuments funéraires dont la dalle du curé Nicolas Hasnon qui transforma l'église à ses frais vers le milieu du XVIIe siècle, et le gisant d'Enblebert d'Ailly et de Jeanne de Luxembourg (XVIe siècle), malheureusement mutilé mais de très grande qualité.
À côté de l'église, on peut admirer le remarquable presbytère édifié en 1766, d'après la date qui figure au-dessus de la porte d'entrée. À voir également sur l'ancienne butte cimetériale, un authentique calvaire breton installé là en 1960. Son donateur, Emile des Grées du Loû, breton d'origine, voulait marquer ainsi son attachement au village d'Oisquercq où il s'était établi.

#### Les fermes anciennes
Le village d’Oisquercq, dont le caractère essentiellement agricole a très longtemps prévalu, ne compte plus aujourd'hui un grand nombre de témoins de ce passé.
- La ferme du château, dite ferme Yernaux, Bacho ou Rooms, constitue le dernier vestige significatif du château démoli en 1820. Elle remonte, pour certaines parties au XVIIIe siècle.

- La ferme de la Falize fut élevée, en long, en 1755-1757. Il s'agit d'un bâtiment profondément transformé en briques, arkoses, pierres blanche et calcaire.

- La ferme du Coucou, située à front de rue, offre un plan en quadrilatère dont certaines parties remontent peut-être au XVIIIe siècle. L'imposante grange en long fut construite en 1860 par Joseph Tramasure et Marie-Louise Pieret. Une potale Saint-Roch érigée par les mêmes est adossée à une annexe récente.

Il existait jadis d'autres fermes sur le territoire d'Oisquercq. Elles ont toutes disparu aujourd'hui ou ne sont plus exploitées comme telles. Citons la ferme de la Haye, celle du Péri, démolie pour laisser place au canal Bruxelles-Charleroi, la ferme de Ligne et celle de la Bruyère, la ferme de la Haute-Borne ou encore celle du Plat-Quertin.

### Culture
Lieux de tournage du film La Confession avec Romain Duris et Marine Vacth.

## Galerie

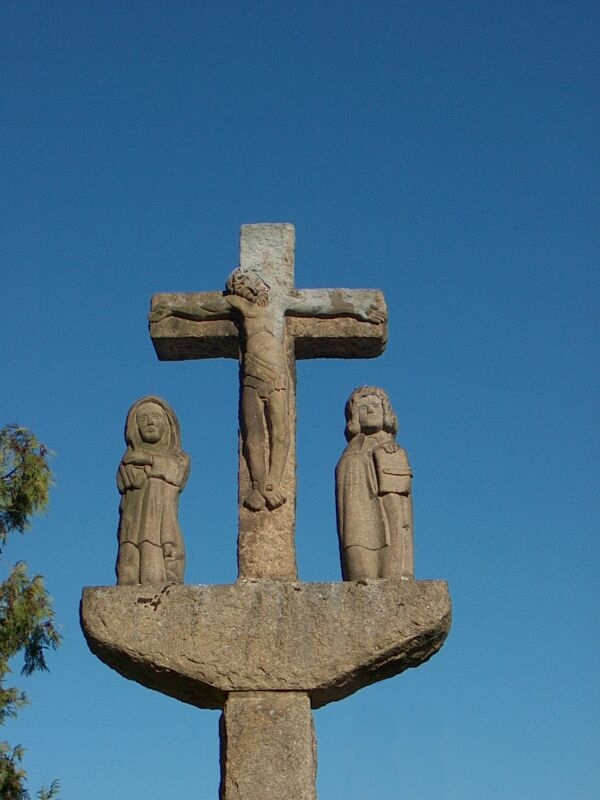
Calvaire breton.
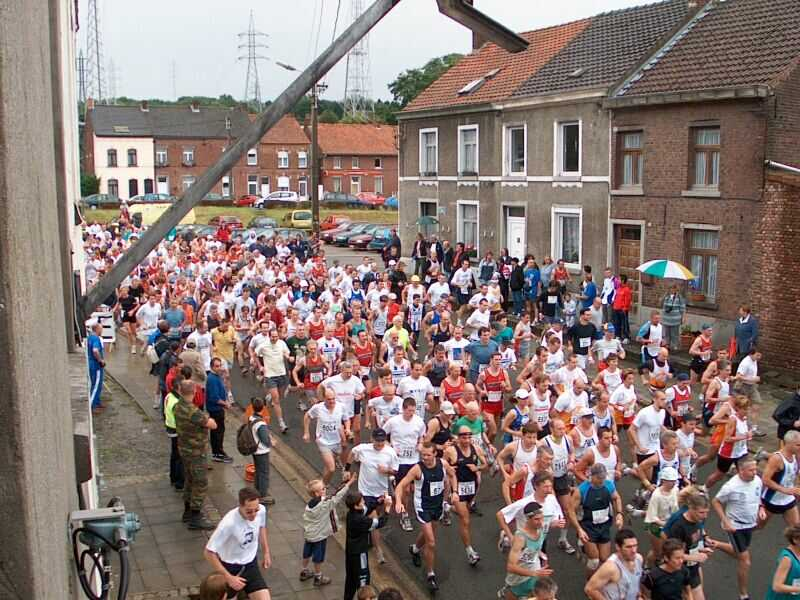
Jogging annuel.
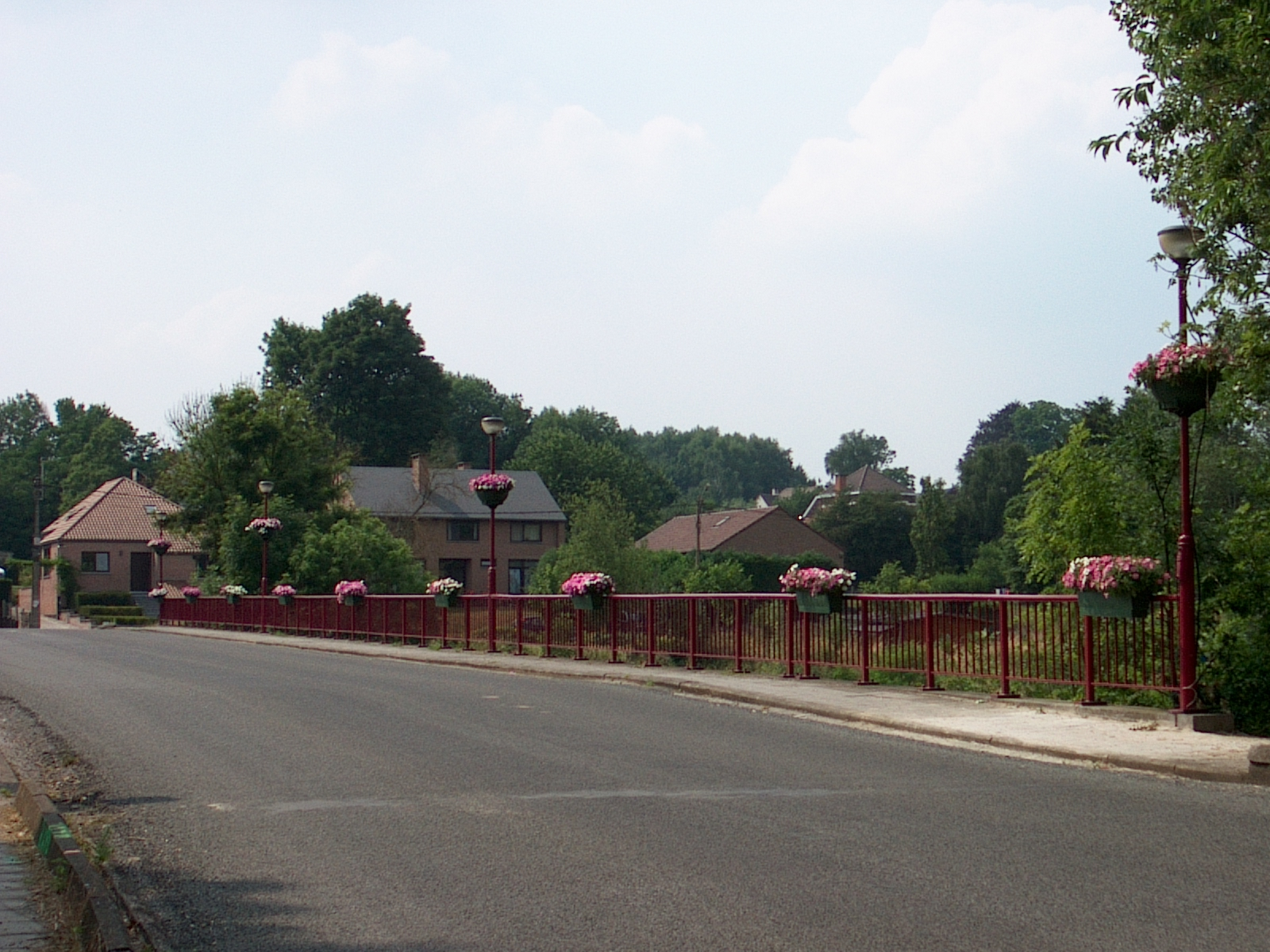
Pont du canal.
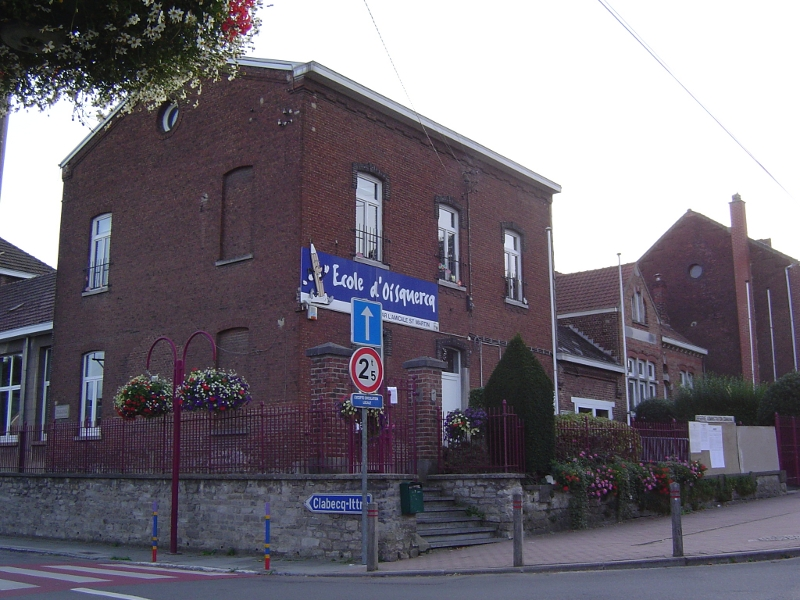
École communale d'Oisquercq.

## Quelques Oisquercquois célèbres
- André Menu, alpiniste, deuxième homme le plus âgé à avoir atteint le sommet de l'Everest.
- Michel Dernies, ancien cycliste professionnel.
- Aurélien Aubry, homme politique socialiste et Field Technical Engineer à Institut d'aéronomie spatiale de Belgique.

- Le footballeur Walter Baseggio, originaire de Clabecq, a vécu quelques années à Oisquercq.